# رابرت توریچلی
رابرت توریچلی (به انگلیسی: Robert Torricelli) سناتور سابق عضو حزب دموکرات ایالات متحده آمریکا بود. وی در سال ۱۹۹۷ تا ۲۰۰۳ میلادی سناتور ایالت نیوجرسی در سنای ایالات متحده آمریکا بود.

## فعالیت حرفه‌ای

### فعالیت پس از کنگره
توریچلی شرکت مشاوره امور کسب و کار و حکومتی روزمونت اسوسییتس را بنیان نهاد. او از شرکای شرکت املاک و مستغلات وودروز پراپرتیز است که در بیش از ۵۰ ملک چندواحدی مسکونی یا تجاری در ۱۰ ایالت سرمایه‌گذاری کرده است. توریچلی گروه اپوزیسیون ایرانی سازمان مجاهدین خلق را نمایندگی کرده است.